# Geissanthus angustiflorus
Geissanthus angustiflorus är en viveväxtart som beskrevs av José Cuatrecasas. Geissanthus angustiflorus ingår i släktet Geissanthus och familjen viveväxter. Inga underarter finns listade i Catalogue of Life.